# Cratere Egdir
Egdir è un cratere sulla superficie di Callisto.